# جائزة روبرت لأفضل ممثل في دور مساعد
جائزة روبرت لأفضل ممثل في دور مساعد (بالدنماركية: Robert for årets mandlige birolle)‏ هي جائزة للأفلام في الدنمارك وهي إحدى فئات جائزة روبرت. تمنح لأفضل ممثل ثانوي في فيلم دنماركي. منحت للمرة الأولى في سنة 1984. من الفائزين بها اولريش تومسن (1997)، ثير لاندهارد (2006)، هنينج موريتزن (2010) وفارس فارس (2015) ولارس رانثه (2012).

## وصلات خارجية
- الموقع الرسمي